# Almkanal
Der Almkanal ist ein künstliches Werksgerinne im Süden der Stadt Salzburg links der Königsseeache und der Salzach. Der durch den Mönchsberg führende Stiftsarmstollen ist der älteste mittelalterliche Wasserstollen Mitteleuropas. Er diente zur Versorgung der Stadt mit Nutz-, Trink- und Löschwasser sowie dem Mühlenbetrieb. Heute ist der Almkanal vor allem als Erholungsraum und als Kulturdenkmal bedeutsam, er wird aber auch weiter zur Energiegewinnung genutzt.
Von der Königsseeache, einst auch „Alm“ oder „Albe“ genannt, wird durch eine Wehranlage nächst dem Hangendensteinpass – etwa 100 m nach Staatsgrenze – das Wasser des Almkanales links ausgeleitet. Der 12 km lange Almhauptkanal führt in nördlicher Richtung durch St. Leonhard, Grödig, Gneis in die Riedenburg. Er gabelt sich vor und nach dem Stiftsarmstollen durch den Mönchsberg in der Altstadt fächerförmig in sieben Arme auf, die alle – von links – in die Salzach münden. Der Höhenunterschied von der Königsseeache bis in die Salzach bei Mülln beträgt gut 46 m. Im Regelfall führt der Almkanal etwa 5,5 m³ Wasser je Sekunde.

## Geschichte

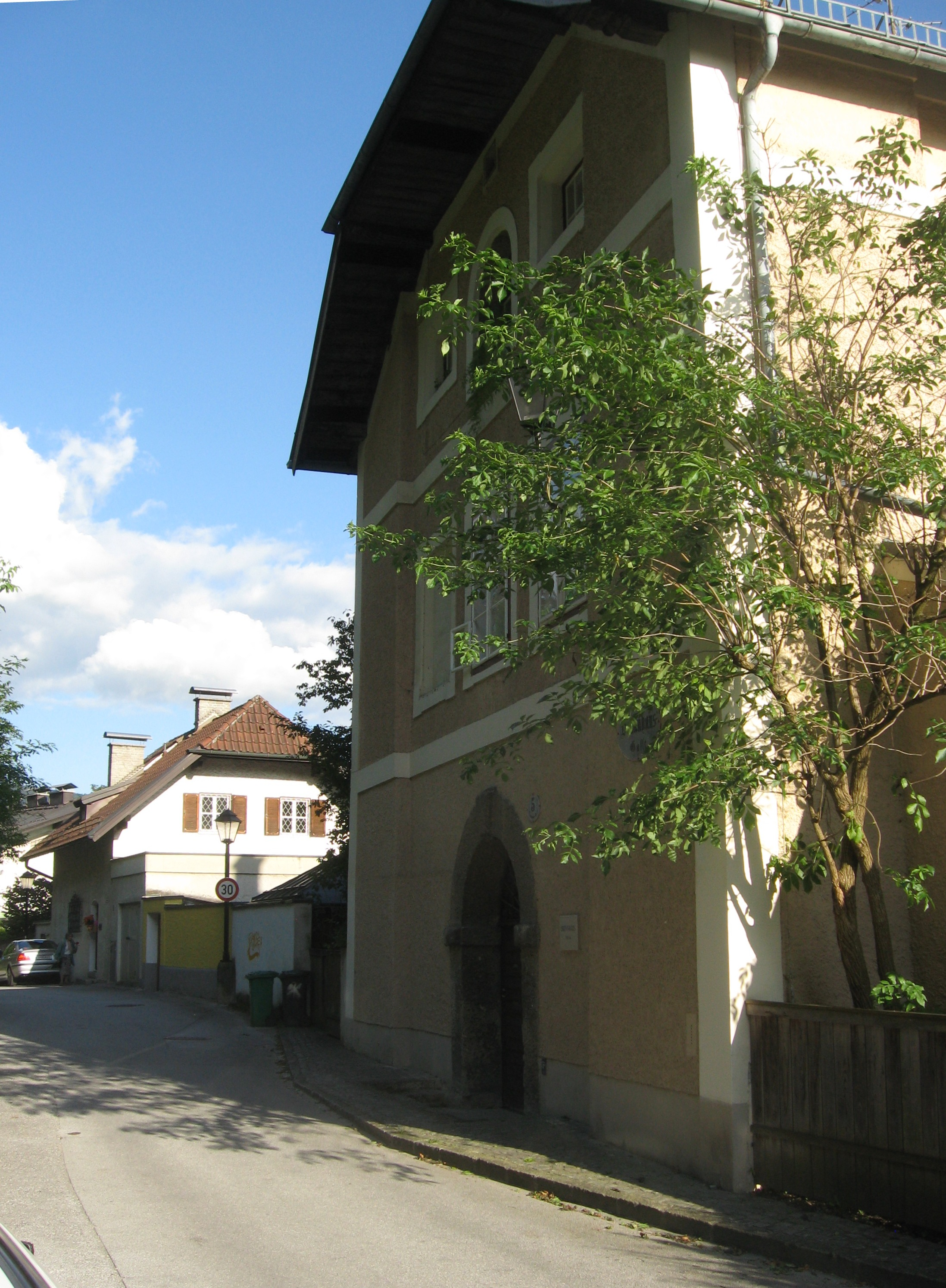
Das fürsterzbischöfliche Brunnhaus von 1548

Der älteste Teil des Almkanalnetzes (der heutige Müllner Arm) entstand vermutlich schon im 8. Jahrhundert.
In den Jahren 1137 bis 1143 ließen das Salzburger Domkapitel und das Stift St. Peter einen Stollen durch den Mönchsberg graben. Seit damals betreuten bis zum Ende des Erzbistums das Domkapitel und das Stift als „Almherren“ gemeinsam den Almkanal, bis 1566 der Erzbischof als dritter Almherr hinzukam. Der Kanal ist 370 Meter lang, im Schnitt etwa 0,8 bis 1,2 m breit und je nach Art der Einwölbung 1,50 bis 2,20 m hoch. Es sollte anfangs nur das Wasser des Riedenburgerbaches am Rand des Riedenburger Moores in die Stadt leiten. Diese Wassermenge erwies sich aber als zu gering. Eine Verlängerung bis zum Rosittenbach erschien deshalb notwendig.
1160 war das Gerinne am Rand des Leopoldskroner Moores unweit der Berchtesgadener Straße fertig gestellt. Das Wasser des Rosittenbaches floss zum Teil durch den Mönchsberg in die Stadt, zum anderen Teil über den Riedenburgbach nach Mülln. Auch das Überwasser des weiträumigen Leopoldskroner Moores brachte zusätzliches Wasser, da das Moorniveau höher lag als der Almkanal.
1286 gestattete Kuno von Guetrat (siehe auch: Burgruine Gutrat) den Bau eines fünf Kilometer langen Durchstichkanals vom Rosittenbach zur Königsseeache am Hangendensteinpass.
1335 erteilte Erzbischof Friedrich III. den Bürgern der Stadt das Recht der freien Wasserentnahme. In der Folge wurde der Städtische Arm mit einem zweiten Stollen durch den Berg gebaut. Dieser neue Arm zweigt vom Müllner Arm ab und durchquert die innere Riedenburg von Süden nach Norden. Er versorgte neben dem Bürgerspital hauptsächlich Mühlen, Schleifereien, Walken, Schmieden und Sägen.
1548 wurde das Städtische Brunnhaus am städtischen Almkanalarm errichtet, das mit Hilfe der Kraft des Almwassers Salzachgrundwasser hochpumpt. In der Folge entstanden zahlreiche Leitungen für Brunnen, Waschhäuser, Bäder, Pferdeschwemmen und Fischkalter. Der Stiftsarm durchzieht in vier Teilarmen die Innenstadt links der Salzach. Er diente auch als Unratkanal.
1664 wurde der Nonntalarm mit dem erzbischöflichen Nonntaler Brunnhaus errichtet. Er diente zur Wasserversorgung des Residenzbrunnens sowie von Häusern am Nonnberg und im Kaiviertel.
In der zweiten Hälfte des 19. Jahrhunderts trieb das Almwasser bis zu 120 Mühlräder an, es bestanden damals über 400 Wasserrechte.
Die Festungsbahn Salzburg wurde ab Eröffnung 1892 bis 1959 (danach Umstellung auf Elektromotorantrieb am Seil) mit Ballastwasser betrieben und verkehrte daher nicht während des Winters. Almkanalwasser wurde dazu in einen Zwischenbehälter in der Bergstation in der Festung gepumpt, dort oben wurde der Wassertank des einen Wagens für die Talfahrt befüllt, während der Tank des anderen im Tal angekommenen zugleich entleert wurde. Die Ballastwassermenge richtete sich bedarfsgerecht nach dem Rollwiderstand plus Gewichtsdifferenz zwischen Bergauf- und Bergabfahrenden. Der Spitzname Tröpferlbahn kommt von den hörbaren Wasserumfüllvorgängen.
Der Almkanal war im 19. und frühen 20. Jahrhundert in fünf Bachmannslehen aufgeteilt, die von den Bachmännern betreut wurden. Seit 1937 sind alle Benutzer durch das „Almkanalgesetz“ verpflichtend zu einer Wassergenossenschaft zusammengeschlossen. Der Betrieb des Almhauptkanales wird seither von einem „Almmeister“ geleitet.

## Lage

### Der Almkanal in der Altstadt
Das Wasser der Arme des Almkanales sind – abseits der Mündungen in die Salzach – in der historischen Altstadt an mehreren Stellen zu sehen:
- Am Universitätsplatz wurde im Juli 1992 von Boris Podrecca mit dem Almkanalwasser (Gamperarm) ein künstlerischer Brunnen gestaltet, der Irritationen hinterlässt, da der Sinn des Lochs im Boden manchem verborgen bleibt. Es handelt sich aber um eine große Horizontalsonnenuhr. Auffällig ist der Polstab mit kugelförmigem Knauf (Gnomon und Nodos [lat. Netzknoten]). Im Pflaster ist eine Mittagslinie eingelegt und ein teilweise beschädigter Zahlenreif; vorhanden sind noch die Messingzahlen für die Zahlen VIII, IX, XI und I.[2]
- Betritt man den Petersfriedhof vom Kapitelplatz her, fällt der dort aus dem Berg tretende Stiftsarm auf. Hier wurde 2006 originalgetreu ein hölzernes Mühlrad wieder eingebaut, das das Bild der Stiftsmühle St. Peter und die angeschlossene Pfisterei (Klosterbäckerei, die mit Abstand älteste Bäckerei der Stadt Salzburg) wieder von außen sichtbar macht.
- In der Talstation der Festungsbahn wurde der Almkanal freigelegt, künstlerisch gestaltet und mit Erklärungen versehen.

### Bildergalerie (Stifts- und Städtischer Arm)
Stiftsarm

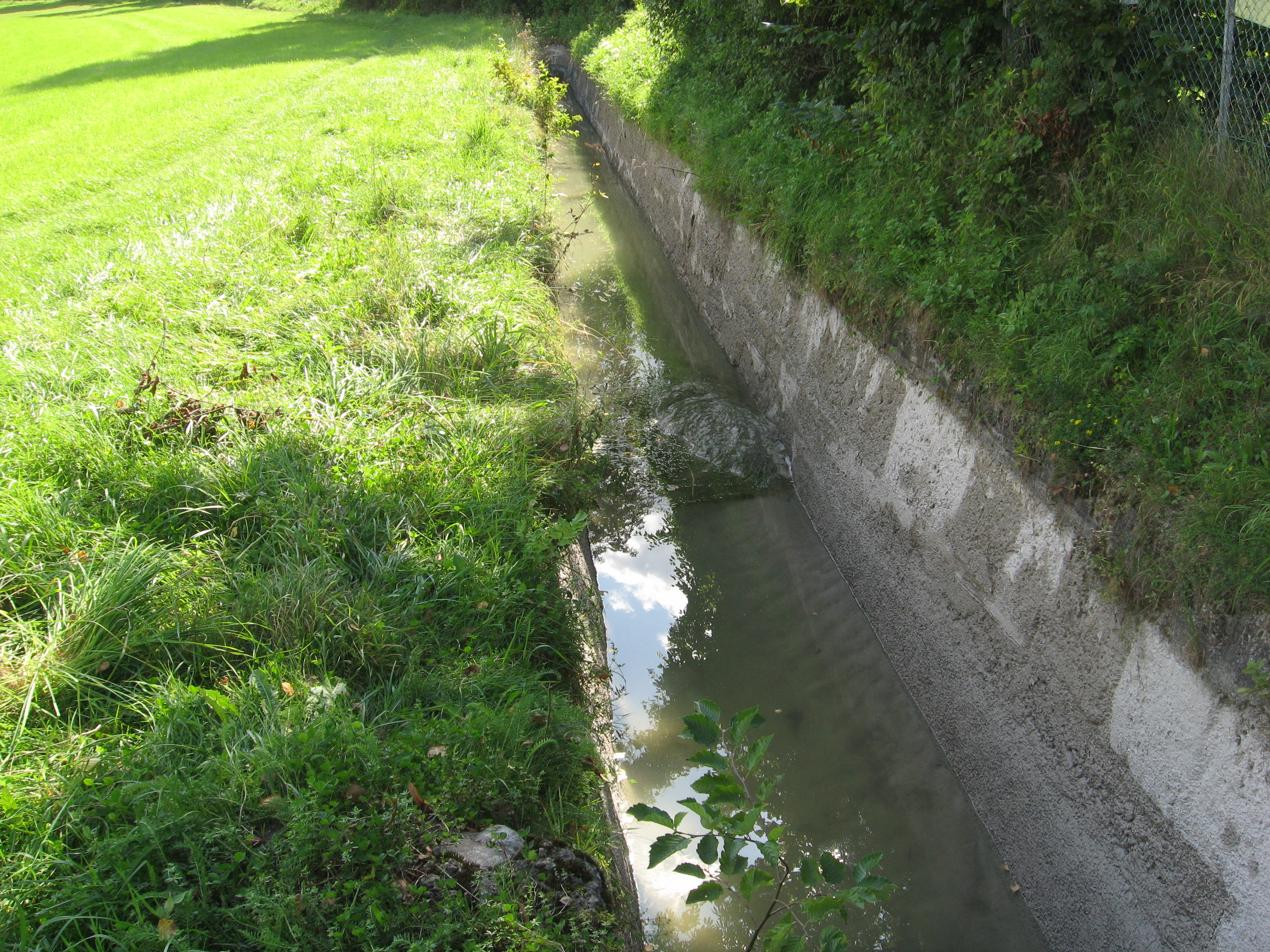
Stiftsarmgerinne
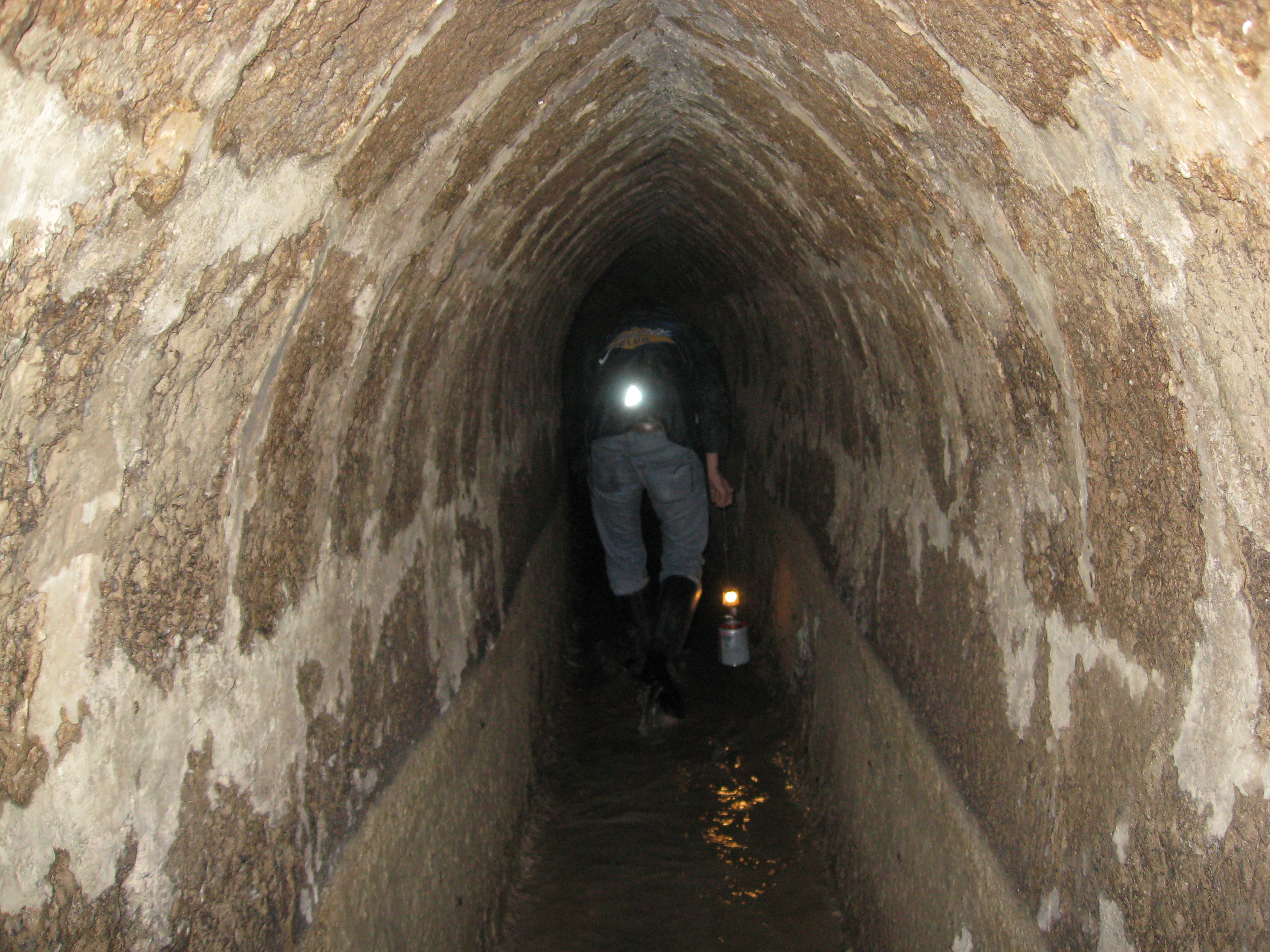
Stiftskanal mit Gewölbe
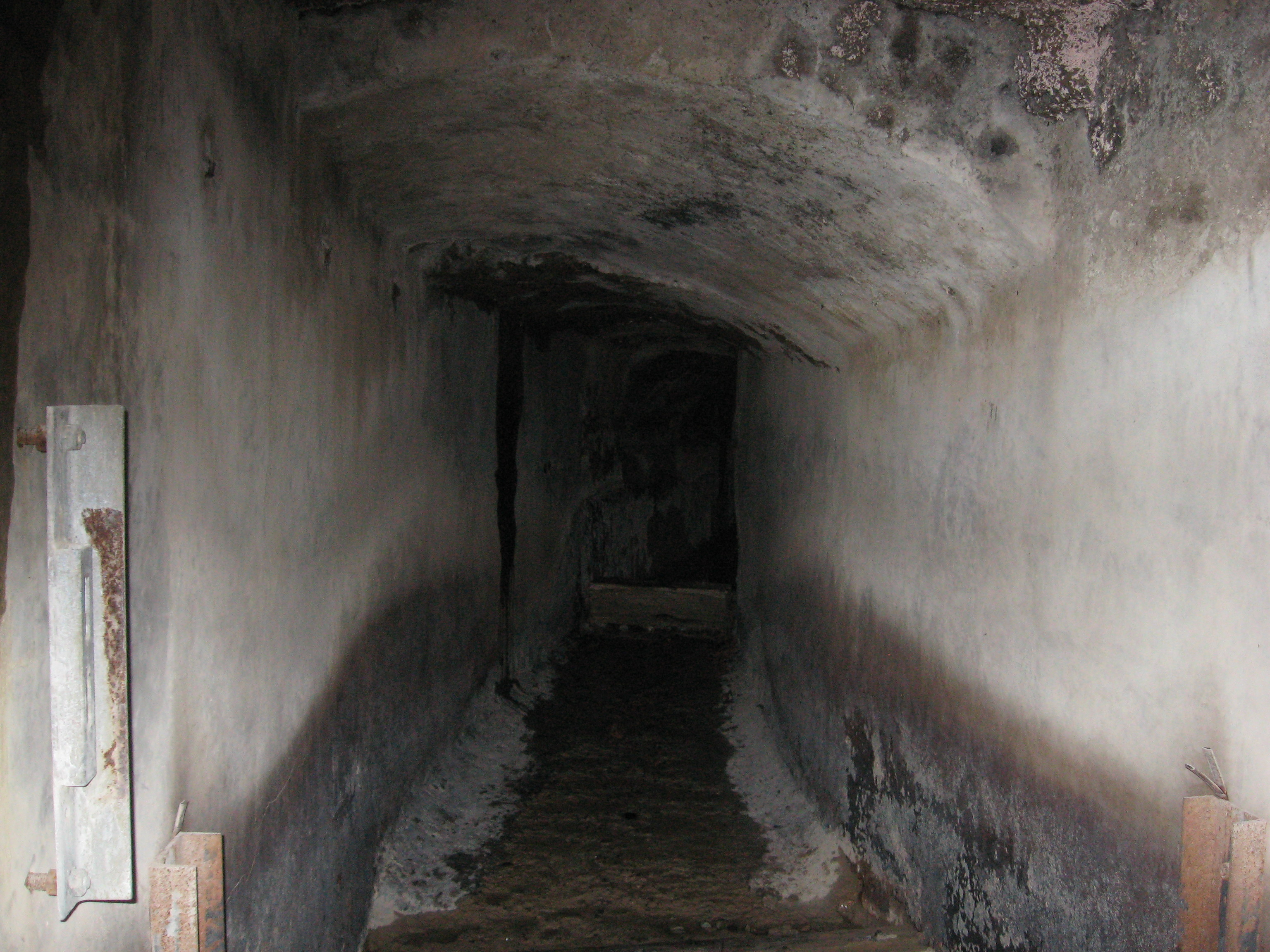
Stiftskanal Nordausgang
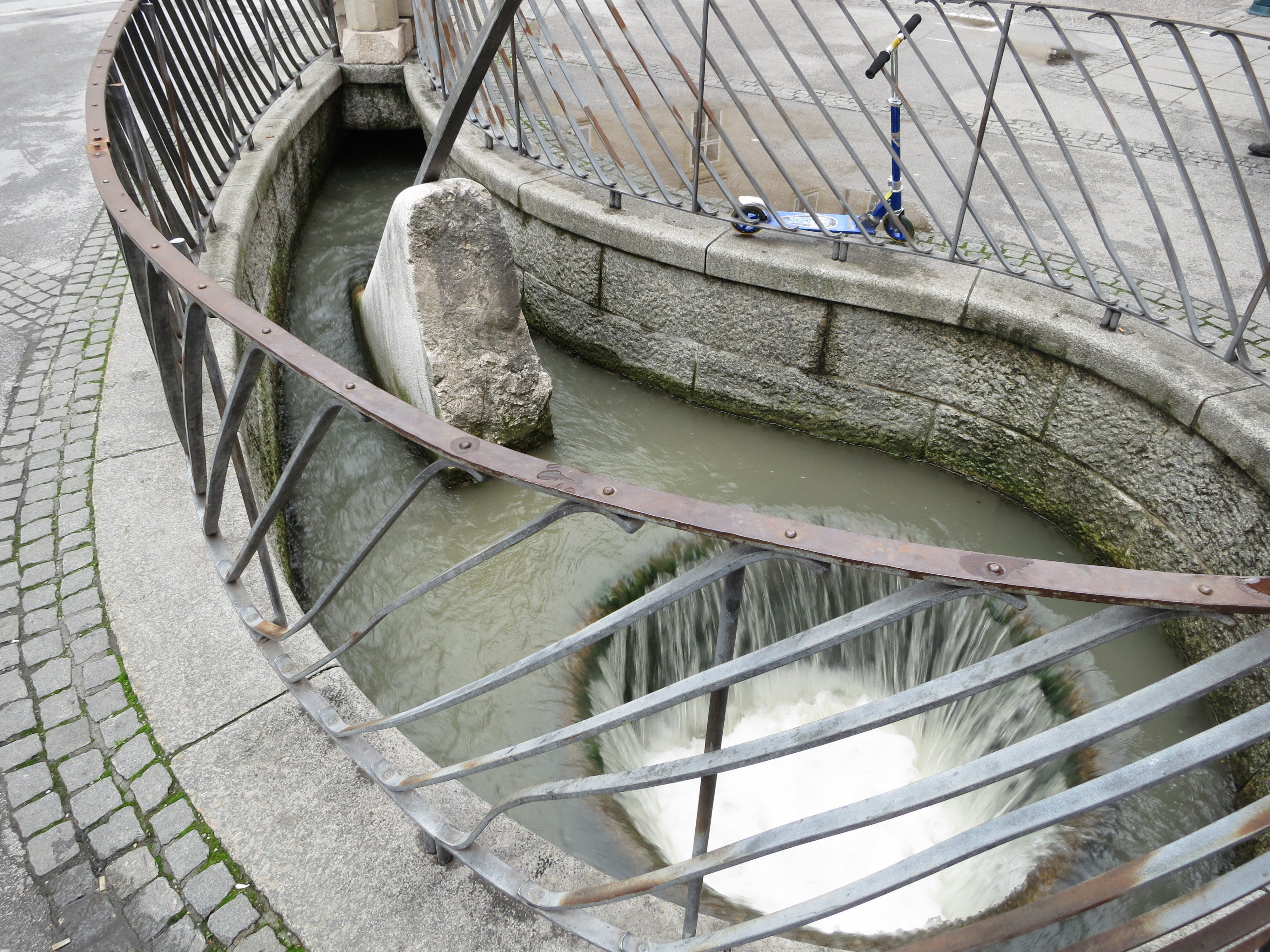
Wiedergeöffnetes Stück des Gamperarms, eines der Mündungsarme des Stiftsarmsystems des Almkanals, am Universitätsplatz
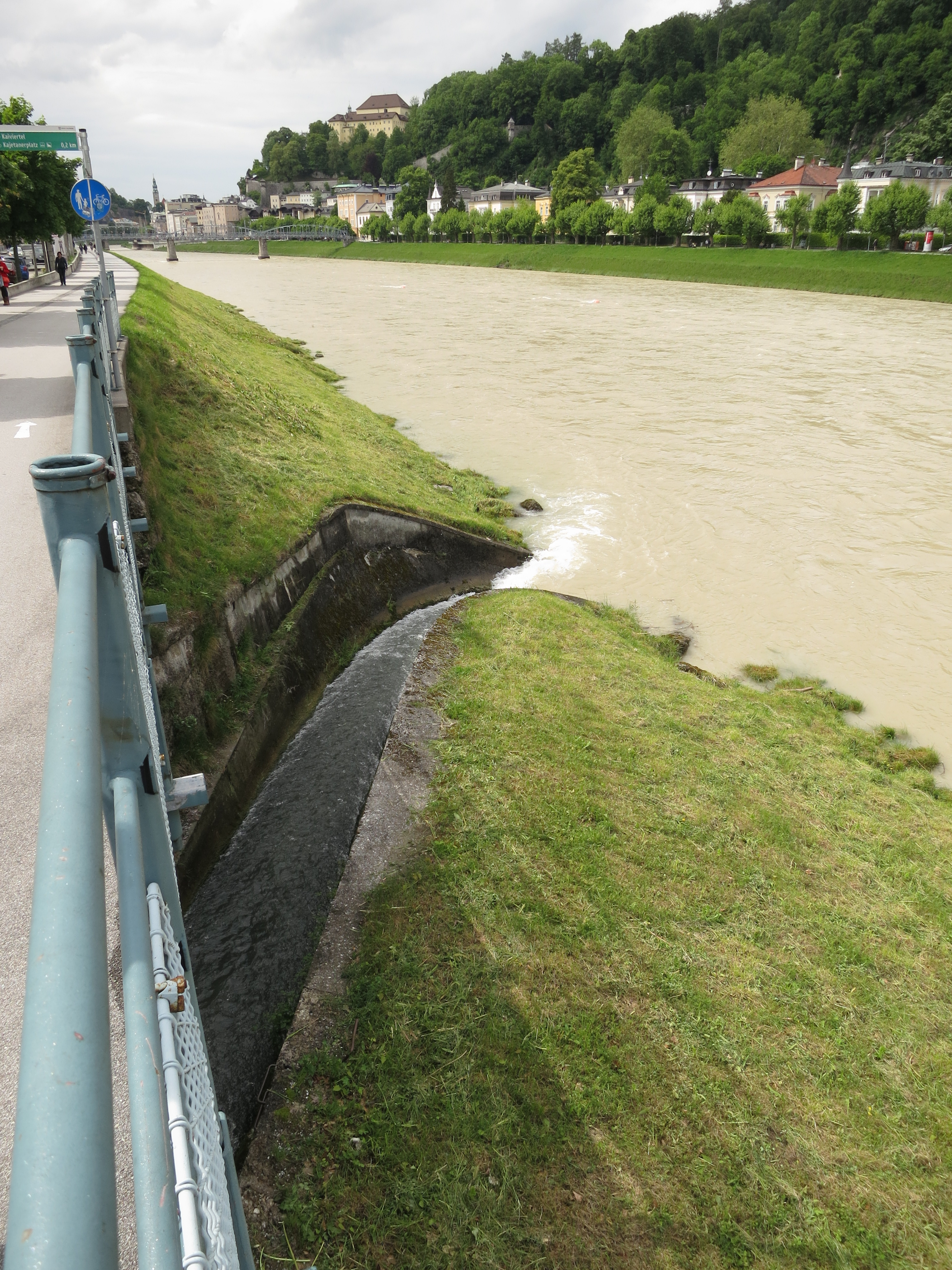
Mündung des Hellbrunnerbaches (samt dem Wasser des Nonntalarmes) in die Salzach

Städtischer Arm (Neutorarm)

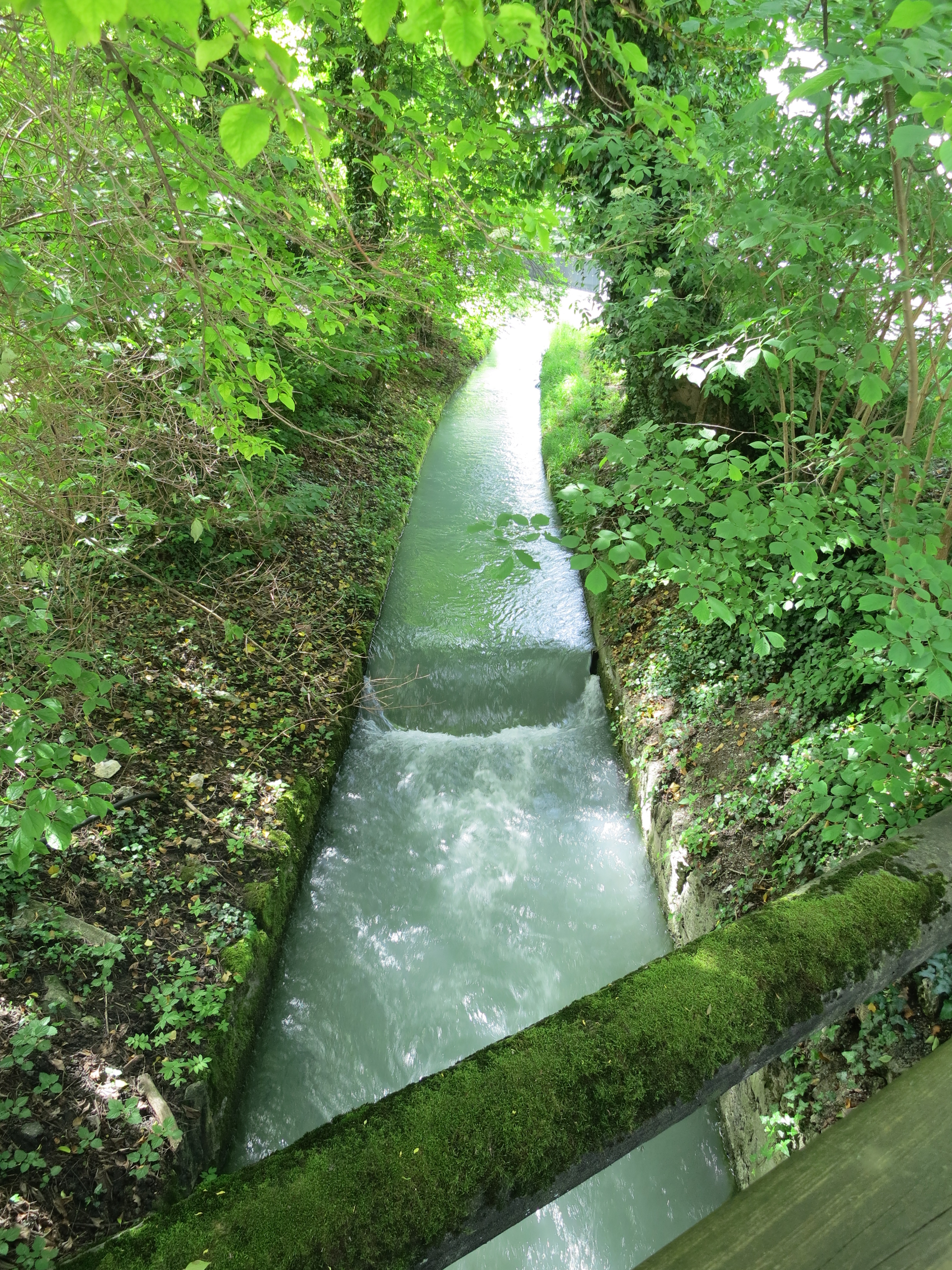
Städtischer Arm kurz vor der Reichenhaller Straße
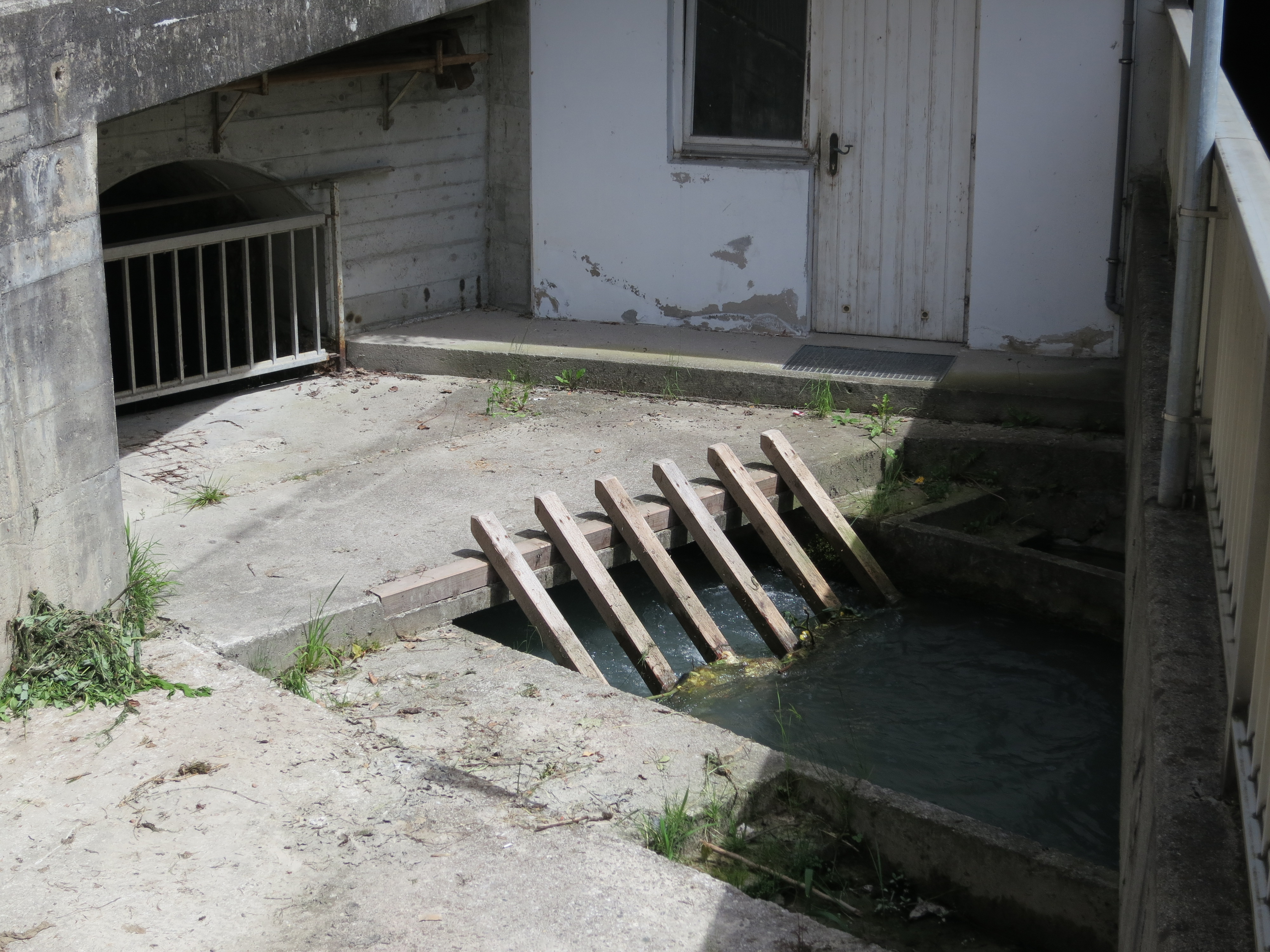
Städtischer Arm zwischen Reichenhaller Straße und Mundloch des Mönchsbergstollens
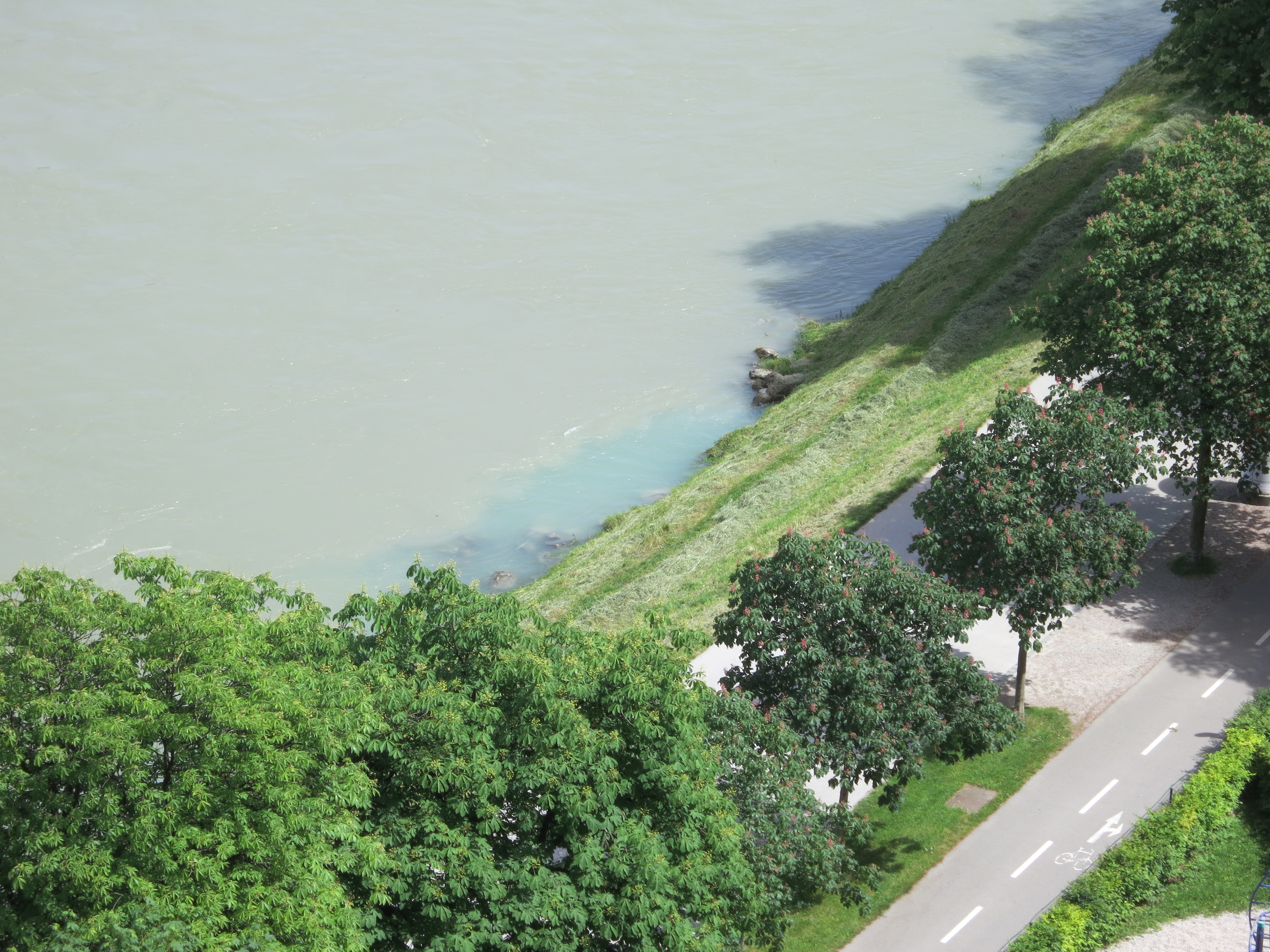
Mündung des Städtischen Arms (bläuliches Wasser) in die Salzach

## Heutige Nutzung

### Almabkehr
Der in den Jahren 1137 bis 1143 gegrabene Stollen durch den Mönchsberg ist bis heute in Betrieb.
Jährlich im September findet für drei Wochen die Almabkehr statt, in der alle Wasserläufe abgefischt, trockengelegt und Ausbesserungsarbeiten vorgenommen werden.

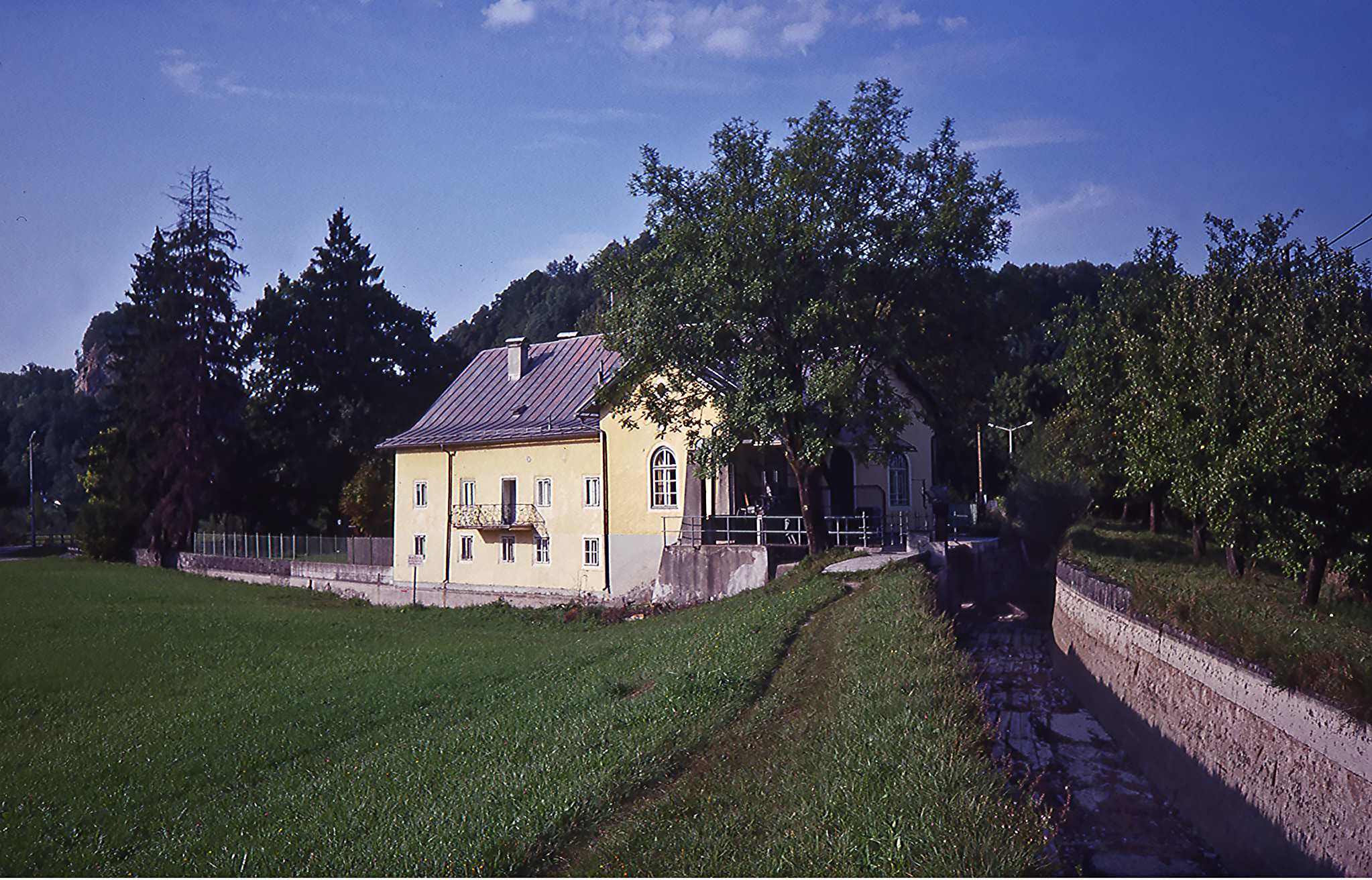
Abkehr beim Kraftwerk Pulvermühle an der Abzweigung des Stiftsarms (um 1990)

### Stromerzeugung
Der Almkanal versorgt heute 14 Turbinen, darunter auch das älteste Elektrizitätskraftwerk des Landes Salzburgs, die Eichetmühle (denkmalgeschützt, im Zustand von 1908 unverändert erhalten) und das städtische Notstromaggregat, sowie Teiche, Kühl- und Klimaanlagen (etwa die des Festspielhauses) mit Wasser.
Seit 2022 befindet sich im Bereich der Leopoldskronstraße das Kraftwerk SINNhub, westlich der Villa Gessele, deren ursprüngliche Besitzfamilie zuvor auf dem Standort ebenfalls ein Kraftwerk betrieben hat. Das Kraftwerk SINNhub wurde als Bürgerbeteiligungsprojekt in Form einer Kraftschnecke mit einer Leistung von 43 kW errichtet.
Auf der nordwestlichen Seite des Sudhauses der Augustiner in Mülln befindet sich ebenfalls ein Kraftwerk in Form einer Kraftschnecke (Kleinkraftwerk Augustinerbräu). Die Leistung dieser beträgt 22 kW.
Eine weitere Kraftschnecke befindet sich direkt hin zur Salzach auf Höhe des Haus der Natur und ist seit 2009 in Betrieb. Die Leistung dieses Kraftwerks beträgt 37 kW.

### Kopfweiden am Almkanal
Die Kopfweiden am Almkanal im Gemeindegebiet der Stadt Salzburg sind ein bis ins Mittelalter zurückreichendes Kulturrelikt. Die heute wieder über 500 Kopfweiden entlang des historischen Werkskanales sind seit 1995 mit ihren seltenen holzbewohnenden Insekten als Geschützter Landschaftsteil und seit 2015 als Natura-2000-Schutzgebiet geschützt. Der Kopfweidenbestand dient dem Schutz seltener holzbewohnender Käferarten („Urwaldfauna“) sowie der Vernetzung totholzreicher Lebensräume im Süden der Stadt.

### Erholung, Fremdenverkehr und Sport

#### Almwelle
Mit der Almabkehr begann Anfang September 2010 der Bau der Almwelle (Projektkosten 90.000 Euro), auch Almkanalwelle genannt, zum Flusssurfen durch die Stadtgemeinde Salzburg. Diese künstlich geschaffene Surfwelle nach dem Vorbild im Eisbach in München liegt in Gneis-Süd zwischen der Eichethofsiedlung und der Birkensiedlung an der Stelle der ehemaligen Suchmannschleuse.
Die Almwelle – ab 24. September 2010 erstmals geflutet – ist 4,5 m breit und 0,5 m hoch und wird durch natürliches Gefälle, eine glatte Rampe und zwei verstellbare Bretter an der Sohle erzeugt. Ein 15 m langes, 8 m breites Tosbecken danach lässt die Wassergeschwindigkeit und die Wirbel wieder abklingen und dient dem sicheren Ausstieg ans linke Ufer.

#### Badebetrieb
Seit Jahrzehnten wird das – auch im Sommer sehr kühle – Wasser des Almkanales auch zum Baden genutzt. Seit der Jahrtausendwende hat der Badebetrieb entlang des Almkanales an warmen Sommertagen deutlich zugenommen. Der Almkanal wurde so mancherorts zum Jugendtreffpunkt, was auch zu Unstimmigkeiten mit der dortigen Bevölkerung führte und führt. Ein junger Stier, dem das Wasser bis zum Hals ging, wurde 2016 von der Feuerwehr Grödig herausgekrant.

#### Erholungswege
Der Geh- und Radweg entlang des Almkanales bildet in der Stadt Salzburg eine der wichtigsten Erholungsachsen der Stadt, er führt abwechslungsreich von der Stadtgrenze im Süden durch die Grünräume von Morzg, das Leopoldskroner Moos und die Riedenburg. Kleine Teile dieses übergeordneten Erholungsweges wurden 2015 bis 2018 weiter ergänzt bzw. verbessert.